# National Security Strategy vom September 2002
Die National Security Strategy (NSS) der Vereinigten Staaten von Amerika vom September 2002 ist Teil regelmäßig ergänzter und überarbeiteter Berichte zur außenpolitischen Nationalen Sicherheitsstrategie, die von der US-Regierung dem Kongress vorzulegen sind. Der Bericht der Bush-Regierung vom September 2002 erlangte besondere Bedeutung aufgrund eines Inhalts, der Elemente der bisherigen internationalen Ordnung in Frage stellt. Dieser Teil des Berichts, der sich unter anderem mit Präventivkriegen befasst, wird auch als Bush-Doktrin bezeichnet. Er stimmt weitgehend mit der ursprünglichen und der bearbeiteten Fassung der Wolfowitz-Doktrin von 16. April 1992 überein.
Die Bush-Regierung hat in der Fassung der National Security Strategy vom März 2006 keine wesentlichen Veränderungen gegenüber der von 2002 vorgenommen.
Die Bush-Regierung kam nach der US-Präsidentschaftswahl am 7. November 2000 ins Amt. Bush wurde 2004 wiedergewählt und durfte 2008 nach achtjähriger Amtszeit nicht erneut kandidieren; Barack Obama wurde sein Nachfolger. Die Außenpolitik seiner Regierung setzte vor allem auf Verhandlungen und Kooperationen statt auf Konfrontation und Unilateralismus.

## Grundsätzliches
Die NSS von 2002 proklamierte einen „ausgeprägten amerikanischen Internationalismus“, zu verstehen als Gegensatz zur isolationistischen Politik früherer Jahrzehnte. Die damalige Regierung der USA wollte die neue internationale Ordnung nicht nur hinnehmen, sondern entscheidend und prägend gestalten:
- Sicherheitspolitischer Realismus: Die neue internationale Situation nach dem Kalten Krieg soll erkannt, Terrorismus und Proliferation bekämpft werden.
- Klassischer republikanischer Liberalismus (nach Immanuel Kant): Demokratie und Menschenrechte sollen auf der Welt verbreitet werden.
- Klassischer ökonomischer Liberalismus (nach Adam Smith): Die internationale Ausbreitung von Marktwirtschaft und Freihandel soll vorangetrieben werden.

- Neuer Institutionalismus: Das bestehende System der internationalen Kooperation soll an die neuen Gegebenheiten angepasst werden.

Robert Jervis schrieb 2016 im Political Science Quarterly, die Bush-Doktrin habe vier Elemente: den festen Glauben an die Bedeutung der inneren Ordnung eines Staates bei der Bestimmung seiner Außenpolitik und der damit verbundenen Einschätzung, dass dies ein günstiger Zeitpunkt ist, um die internationale Politik umzugestalten; die Wahrnehmung großer Bedrohungen, die nur durch eine neue und energische Politik, vor allem durch einen Präventivkrieg, besiegt werden können; die Bereitschaft, im Bedarfsfall unilateral zu handeln und viertens als Ursache und Zusammenfassung dieser Überzeugungen das übergeordnete Gefühl, dass für den Frieden und Stabilität in der Welt die Vereinigten Staaten ihre Vorrangstellung in der Weltpolitik behaupten müssen.

## Internationale Ordnung
Die zur Veröffentlichung bestimmte Fassung der Wolfowitz-Doktrin vom 16. April 1992 sah in Erhalt und Ausweitung der US-Hegemonie die oberste Priorität:
“Our first objective is to prevent the re-emergence of a new rival, either on the territory of the former Soviet Union or elsewhere, that poses a threat on the order of that posed formerly by the Soviet Union. This is a dominant consideration underlying the new regional defense strategy and requires that we endeavor to prevent any hostile power from dominating a region whose resources would, under consolidated control, be sufficient to generate global power.” (deutsch: „Unser erstes Ziel ist, das Wiederauftreten eines neuen Rivalen auf dem Territorium der ehemaligen Sowjetunion oder woanders zu verhindern, der eine Gefahr […] darstellt, wie es einst die Sowjetunion getan hat. Dies ist eine der neuen regionalen Verteidigungsstrategie zugrunde liegende Berücksichtigung, die alles erfordert um eine feindliche Macht daran zu hindern eine Region zu dominieren, deren Ressourcen unter konsolidierter Kontrolle ausreichen würden, eine Weltmacht entstehen zu lassen.“)
Russland und China sollen deshalb vor allem eingedämmt werden (Containment-Politik):
„We continue to recognize that collectively the conventional forces of the states formerly comprising the Soviet Union retain the most military potential in all of Eurasia; and we do not dismiss the risks to stability in Europe from a nationalist backlash in Russia or efforts to reincorporate into Russia the newly independent republics of Ukraine, Belarus, and possibly others. […] We must, however, be mindful that democratic change in Russia is not irreversible, and that despite its current travails, Russia will remain the strongest military power in Eurasia and the only power in the world with the capability of destroying the United States.“ (deutsch: „Wir erkennen weiterhin an, dass die konventionellen Streitkräfte der Staaten, die früher die Sowjetunion bildeten, zusammengenommen das größte militärische Potenzial in ganz Eurasien besitzen; und wir schließen die Risiken für die Stabilität in Europa nicht aus, die von einer nationalistischen Gegenreaktion in Russland oder von Bemühungen ausgehen, die neuen unabhängigen Republiken der Ukraine, Weißrusslands und möglicherweise anderer Staaten wieder in Russland einzugliedern. […] Wir müssen jedoch bedenken, dass der demokratische Wandel in Russland nicht unumkehrbar ist und dass Russland trotz seiner derzeitigen Schwierigkeiten die stärkste Militärmacht in Eurasien und die einzige Macht der Welt bleiben wird, die in der Lage ist, die Vereinigten Staaten zu vernichten.“)
Ihrem Selbstverständnis gemäß wollen die USA ein Mächtegleichgewicht zu Gunsten der Freiheit auf der Welt schaffen und mit Verbündeten gegen „Terroristen und Despoten“ kämpfen, die dieses Gleichgewicht stören wollen. Um dies durchzusetzen, soll neben den anderen obigen Punkten das internationale System neu geordnet werden. So sollen die Länder der Welt besser zusammenarbeiten, „um den Frieden konkurrieren, anstatt sich ständig auf den Krieg gegeneinander vorzubereiten“. Der NSS zufolge will man Russland und die Volksrepublik China in die westliche Gemeinschaft integrieren. Ein „globaler Konsens über grundlegende Prinzipien“ wird für realistisch gehalten.
Die Partnerschaft mit Russland soll durch eine Unterstützung von Russlands Beitritt in die WTO, den Kampf gegen den Terrorismus und eine vertiefte Kooperation im NATO-Russland-Rat gefestigt werden. Die gegenwärtige US-Regierung sieht die Entwicklung in China als sehr positiv an: Sie veranlasse die dortigen Machthaber zu einem kooperativen Kurs gegenüber dem Westen.

## Förderung von Demokratie und freier Marktwirtschaft
Der Nationalen Sicherheitsstrategie zufolge ist die oberste Priorität der US-amerikanischen Außenpolitik der Aufbau von demokratischen Strukturen nicht zuletzt, um Ereignisse wie den 11. September zu verhindern. Nicht allein Armut mache die Menschen zu „Terroristen“, ursächlich seien auch korrumpierte staatliche Institutionen. Die Zustände im Nahen Osten seien friedensgefährdend und strukturell instabil. Die fehlende „Modernisierung“ seitens der Regierungen sei Hauptursache für den „Extremismus“. Ein Neuanfang in diesen Regionen sei „unvermeidbar“.
Die NSS der Bush-Regierung deutet an, dass die USA im Nahen Osten ein ähnliches Engagement vorhaben könnten wie nach dem Zweiten Weltkrieg in Europa (Nation-Building). Dies seien allerdings nicht die einzigen problematischen Länder; viele unterentwickelte Staaten litten unter mangelhafter Führung, Bürokratie und Korruption. Entwicklungshilfe gelange oft in die falschen Hände; zur Unterbindung dieses Missstands müssten Strategien entwickelt werden. Die USA bekunden, ihre Bemühungen im Bereich der Entwicklungshilfe verstärken zu wollen.

## Bekämpfung von Terrorismus und „Schurkenstaaten“
Neue Bedrohungen der internationalen Sicherheit bestünden aus terroristischen Netzwerken und der Verbreitung neuer Technologien. Terroristischen Netzwerken und „Schurkenstaaten“ sei deshalb mehr Aufmerksamkeit zu widmen. Es sei wesentlich einfacher als früher, an Massenvernichtungswaffen zu kommen; die westlichen Industriestaaten seien dadurch erheblichen Bedrohungen ausgesetzt. Dem soll größtenteils mit traditionellen Mitteln (Diplomatie, Rüstungskontrolle, multilaterale Exportkontrolle, „threat reduction assistance“ (Beistand bei der Verminderung von Bedrohungen)) entgegengewirkt werden. Gescheiterte Staaten sollen stabilisiert werden, da von ihnen die größte Gefahr ausgehe. Wenn diese Mittel zur Bekämpfung der Gefahren nicht ausreichen, sollen sie durch folgende ergänzt werden:
- Präventiv- und Präemptivschläge bei Bedrohung durch Massenvernichtungswaffen
- Verbesserung der Sicherheit im Innern (Homeland Security), um Anschläge zu verhindern
- Ballistische Raketenabwehr (National Missile Defense, Strategic Defense Initiative)
- Verbesserung von ABC-Schutz (zum Beispiel Impfungen gegen Biowaffen) und direkte Bekämpfung solcher Waffen

## Reaktionen
Kritisiert wurde an der NSS vor allem die geplante Anwendung von Präventivschlägen, die gegen das Völkerrecht verstoßen. Die Bush-Regierung verstand es geschickt, diese völkerrechtlich nicht legitimen Präventivschläge zu Präemptivschlägen, die in der modernen Entwicklung des Völkerrechts durchaus akzeptabel sind, umzudeuten. Diese Vorgehensweise wird mit der Kreuzung von Extremismus und Massenvernichtungswaffen begründet, die die bislang eher enge Definition von Präventivschlägen obsolet macht. Respektive argumentiert die Bush-Regierung, dass das Völkerrecht in diesem Punkt einer Reform bedarf, wie sie die USA auch anstreben, um den neuen Gefahren gerecht zu werden. Viele sind auch der Meinung, dass es den USA mit der „Bush-Doktrin“ nur darum gehe, ihre Stellung als (in der eigenen Vision) alleinige Supermacht auf der Welt zu festigen, was zwar in dem Papier wörtlich nicht zu finden ist, aber in zahlreichen anderen Äußerungen, vor allem gegenüber dem US-amerikanischen Volk, mit Vehemenz unterstrichen wird.

## Vorherrschaft im Weltall
Im Spätsommer bzw. öffentlich im Oktober 2006 hat die US-Regierung unter George W. Bush auch die Vorherrschaft im Weltraum als offizielle Doktrin verkündet. Der National Space Policy zufolge wollen sich die USA bei der Nutzung des Raums keiner supranationalen Instanz unterwerfen, eine konsequente Fortsetzung des unilateralistischen Kurses der Bush-Regierung. Jenen Nationen, die nach US-amerikanischer Einschätzung gegen die Interessen der Vereinigten Staaten verstoßen, soll der Zugang zum All verwehrt bleiben (vgl. dazu: Weltraumvertrag, Weltraumwaffen).

## Fassung von 2006
Die Fassung von 2006 enthält die folgende Lagenschreibung:
The security environment confronting the United States today is radically different from what we have faced before. Yet the first duty of the United States Government remains what it always has been: to protect the American people and American interests. It is an enduring American principle that this duty obligates the government to anticipate and counter threats, using all elements of national power, before the threats can do grave damage. The greater the threat, the greater is the risk of inaction – and the more compelling the case for taking anticipatory action to defend ourselves, even if uncertainty remains as to the time and place of the enemy's attack. There are few greater threats than a terrorist attack with WMD. To forestall or prevent such hostile acts by our adversaries, the United States will, if necessary, act preemptively in exercising our inherent right of self-defense. The United States will not resort to force in all cases to preempt emerging threats. Our preference is that nonmilitary actions succeed. And no country should ever use preemption as a pretext for aggression.

Das Sicherheitsumfeld, mit dem die Vereinigten Staaten heute konfrontiert sind, unterscheidet sich grundlegend von dem, mit dem wir früher konfrontiert waren. Doch die erste Pflicht der Regierung der Vereinigten Staaten bleibt, was sie immer war: der Schutz des amerikanischen Volkes und der amerikanischen Interessen. Es ist ein beständiger amerikanischer Grundsatz, dass diese Pflicht die Regierung dazu verpflichtet, Bedrohungen vorherzusehen und ihnen mit allen Mitteln der nationalen Macht zu begegnen, bevor die Bedrohungen schweren Schaden anrichten können. Je größer die Bedrohung ist, desto größer ist das Risiko der Untätigkeit - und desto zwingender ist es, vorausschauende Maßnahmen zu ergreifen, um uns zu verteidigen, selbst wenn Ungewissheit über Zeitpunkt und Ort des feindlichen Angriffs herrscht. Es gibt nur wenige größere Bedrohungen als einen terroristischen Angriff mit Massenvernichtungswaffen. Um solchen feindlichen Handlungen unserer Gegner zuvorzukommen oder sie zu verhindern, werden die Vereinigten Staaten, wenn nötig, in Ausübung des ihnen innewohnenden Rechts auf Selbstverteidigung präventiv handeln. Die Vereinigten Staaten werden nicht in allen Fällen auf Gewalt zurückgreifen, um aufkommenden Bedrohungen vorzubeugen. Wir ziehen es vor, dass nichtmilitärische Maßnahmen erfolgreich sind. Und kein Land sollte Präventivmaßnahmen jemals als Vorwand für eine Aggression nutzen.

### Sekundärdokumente
- Redenschreiber David Frum: „Die Bush-Regierung ist auf halbem Wege stecken geblieben“. In: (Spiegel Online, 23. Januar 2007. – Interview; vgl. David Frum)
- Fareed Zakaria, The Limits of Democracy (Newsweek, im Druck: 29. Januar 2007)
- Norman Podhoretz, Is the Bush Doctrine Dead? („Commentary“, September 2006)
- Shen Dingli, Analysis: Does U.S. military power mean everything? (People’s Daily Online, 9. Mai 2006. – Shen Dingli ist stellvertretender Direktor des Zentrums für Amerikastudien in Peking)
- Günter Joetze: Doctrine and Practice of the Preventive War. Its Impact on European Security. In: PRIF-Reports No. 70. (2004)
- Peter Rudolf: George W. Bushs außenpolitische Strategie. (PDF, 36 S.) In: SWP, September 2005
- Jürgen Wilzewski: Die Bush-Doktrin, der Irakkrieg und die amerikanische Demokratie. In: Aus Politik und Zeitgeschichte, B 45/2004
- Herbert Kremp: Die Bush-Doktrin kommt. In: Die Welt, 27. Februar 2002
- Rede Bushs vor Absolventen der Militärakademie West Point am 1. Juni 2002, in der er die Aspekte der Doktrin anreißt